# Trentemoult

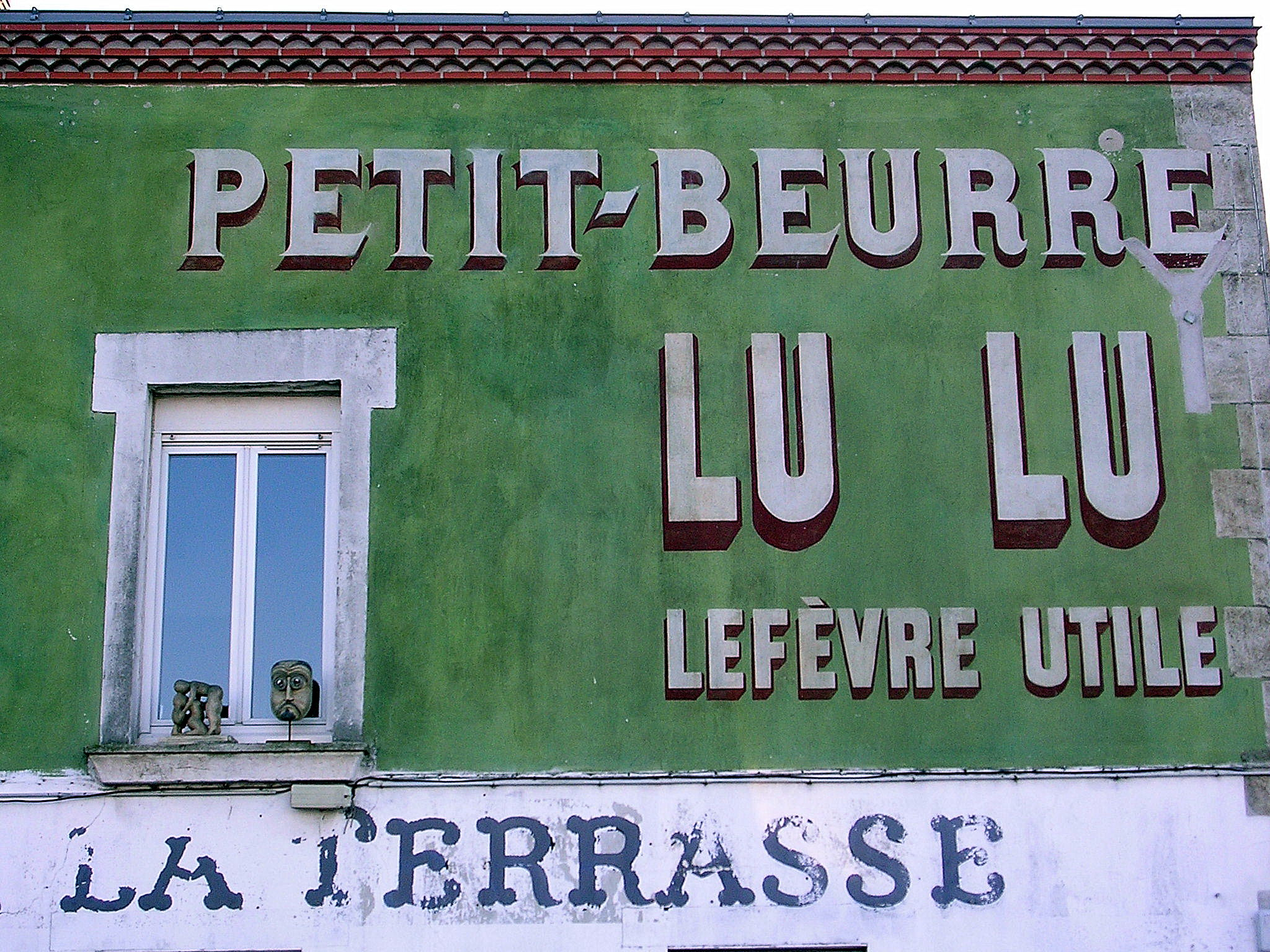
Historische Mauerreklame Lefèvre-Utile/Butterkeks, Trentemoult

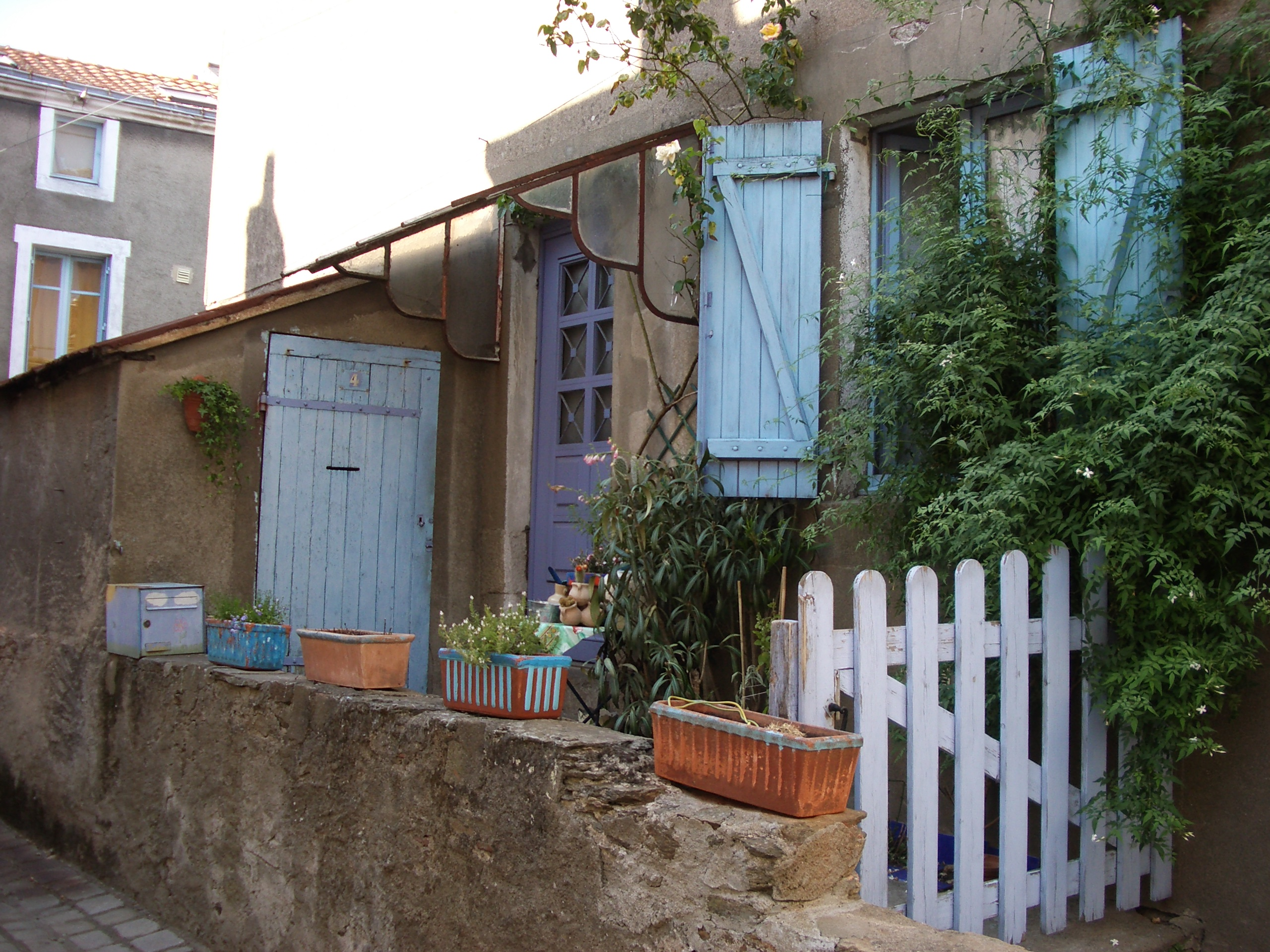
Haus im Fischerviertel

Trentemoult ist ein altes Fischer- und Seemannsdorf, das am linken Ufer der Loire liegt. Es ist in die Gemeinde Rezé, im Süden von Nantes, eingegliedert.

## Geschichte

### Eine Insel innerhalb von Inseln
Trentemoult liegt in einer alten Ansammlung von Inseln: die Inseln von Rezé, im Norden begrenzt von der Loire und im Süden von der Seil. Nachdem diese verlandet ist, ist der Inselstatus beendet. Die Inseln von Rezé setzen sich zusammen (von Quelle zu Mündung) aus der île des Chevaliers mit seinen Dörfern Haute-Ile und Basse-Ile, aus dem Weiler Norkiouse und schließlich aus der Insel Trentemoult, die von den restlichen Inseln durch einen kleinen Wasserlauf – Courtil-Brisset – getrennt ist.
Für den größten Teil der Bevölkerung ist Trentemoult oft die Gesamtheit der Inseln, die in früheren Jahrhunderten von den weiteren Angehörigen der eigentlichen Insel Trentemoult bewohnt wurde.
Nach Überlieferung bekam das Dorf seinen Namen nach Kriegshelden, die vor ungefähr 1000 Jahren gelebt haben. Nach der Belagerung von Nantes von den Normannen im 9. Jahrhundert, haben 30 tapfere Männer gegen die Männer aus dem Norden gekämpft. Das Örtchen soll daher seinen Namen haben. Weniger episch aber glaubhafter ist die Geschichte, dass Trentemoult von den Wörtern „trente moux“ herrührt, das heißt 30 Hügel.

### Insel der Fischer
Die Trentemousins, wie sich die Einwohner Trentemoults im Französischen nennen, haben bis zum Anfang des 19. Jahrhunderts, typischerweise nahezu ausschließlich von der Fischerei im Mündungsbereich der Loire gelebt. Sie haben stark von einem Fischereivorrecht profitiert, das vom Duc der Bretagne, Johann V., im Jahre 1397 eingeführt wurde.
Die Fischer von Trentemoult sind, um auf der Loire zu fischen, zu zweit, um auf dem offenen Meer zu fischen, zu dritt in kleinen Kähnen mit flachem Boden ausgefahren. Dabei haben sie sich bis La Rochelle und Lorient vorgewagt. Im Herbst haben sie sich bis zur Bucht von Mesquer begeben, um Heringe zu fischen. Die Jahre 1756 und 1757 waren ungewöhnlich gut und es wird von 300.000 Pfund Überschuss berichtet, ein wahres Glück für die Kommune.

### Insel der Kapitäne
Anfang des 19. Jahrhunderts wurde die Fischerei nach und nach aufgegeben und die Einwohner Trentemoults widmeten sich der kommerziellen Transportschifffahrt: küstennaher Transport danach Hochseeschifffahrt. Trentemoult wurde und blieb während des 19. Jahrhunderts also eine der führenden Quellen für die Rekrutierung von Offizieren für den Wirtschaftshafen von Nantes.
Parallel zur Nachfrage von Kapitänen aus Trentemoult entwickelten sich auf den Inseln Werften, zunächst auf Trentemoult, danach auf Norkiouse aus Platzmangel: die wichtigsten waren die Werften von Chauvelon und Lemerle in der ersten Hälfte des 19. Jahrhunderts, Boju, Clergeau und Tillé in der zweiten Hälfte.
In der Blütezeit der Werften waren es Briggs und Dreimaster, die die Docks von Trentemoult verlassen haben.

## Der Ort
Die traditionellen Wohngebäude der Fischer, angepasst an die Hochwasser der Loire, wurden normalerweise mit drei Etagen gebaut. Die erste, die für Hochwasser gedacht war, wurde als Keller und Vorratsraum genutzt, die Wohnetage war in der zweiten Etage. Die oberste Etage war der Speicher, der hin und wieder mit den Nachbargebäuden verbunden war, um die Nachbarn besuchen zu können, ohne auf die Straße gehen zu müssen.
Die Treppen waren generell außen angebracht, um auch bei Hochwasser direkt in die Wohnetage zu gelangen. Manchmal gab es zusätzlich im Inneren Treppen.
Die Konstruktion der Uferdämme (Surcouf von 1850 an, Marcel Boissard zwischen 1860 und 1888) hat das Überschwemmungsrisiko stark reduziert. Die letzten großen Überschwemmungen, an die man sich erinnert, sind die von 1910 und 1935.
In der zweiten Hälfte des 19. Jahrhunderts haben sich die Kapitäne, darunter Kap Hoorniers (Kap-Hoorn-Umsegler), eng um das alte Dorf herum bürgerliche Häuser gebaut mit Gärten, die mit exotischen Pflanzen besetzt waren, die sie auf ihren weiten Reisen gefunden hatten.
Heutzutage ist das Fischerviertel mit schönen, historischen und bunt gestrichenen Häusern ein wirklich sehenswerter Teil von Nantes. Die Fassaden sind sehr individuell mit historischen und sehr charakteristischen Anstrichen. Viele Künstler und Bobos wohnen in diesem neuen „In-Viertel“ von Nantes.

## Kino
Der Filmemacher Jean-Loup Hubert hat im Jahr 1991 hier Die schöne Lili (La reine blanche) mit Catherine Deneuve  gedreht. Claude Chabrol hat ebenfalls hier 2005 den Film Die Brautjungfer (La demoiselle d’honneur) gedreht.
Trentemoult inspiriert auch junge Filmemacher zu Kurzfilmen.

## Fährschifffahrt
Im Jahre 1887 legte das Dampfschiff mit dem Namen Roquio aus Nantes das erste Mal an einem Kai Trentemoults an. Das ist der Beginn eines Unternehmens, das bis ins Jahr 1970 arbeitete.
Seit 2005 sichern zwei sogenannte Navibusse (die Trentemoult und die Chantenay) erneut die Verbindung zwischen dem Anleger Trentemoults und dem Zentrum von Nantes, an die Zeiten erinnernd, in denen die Roquio die einzige Möglichkeit war, die Loire zu überqueren.

## Galerie

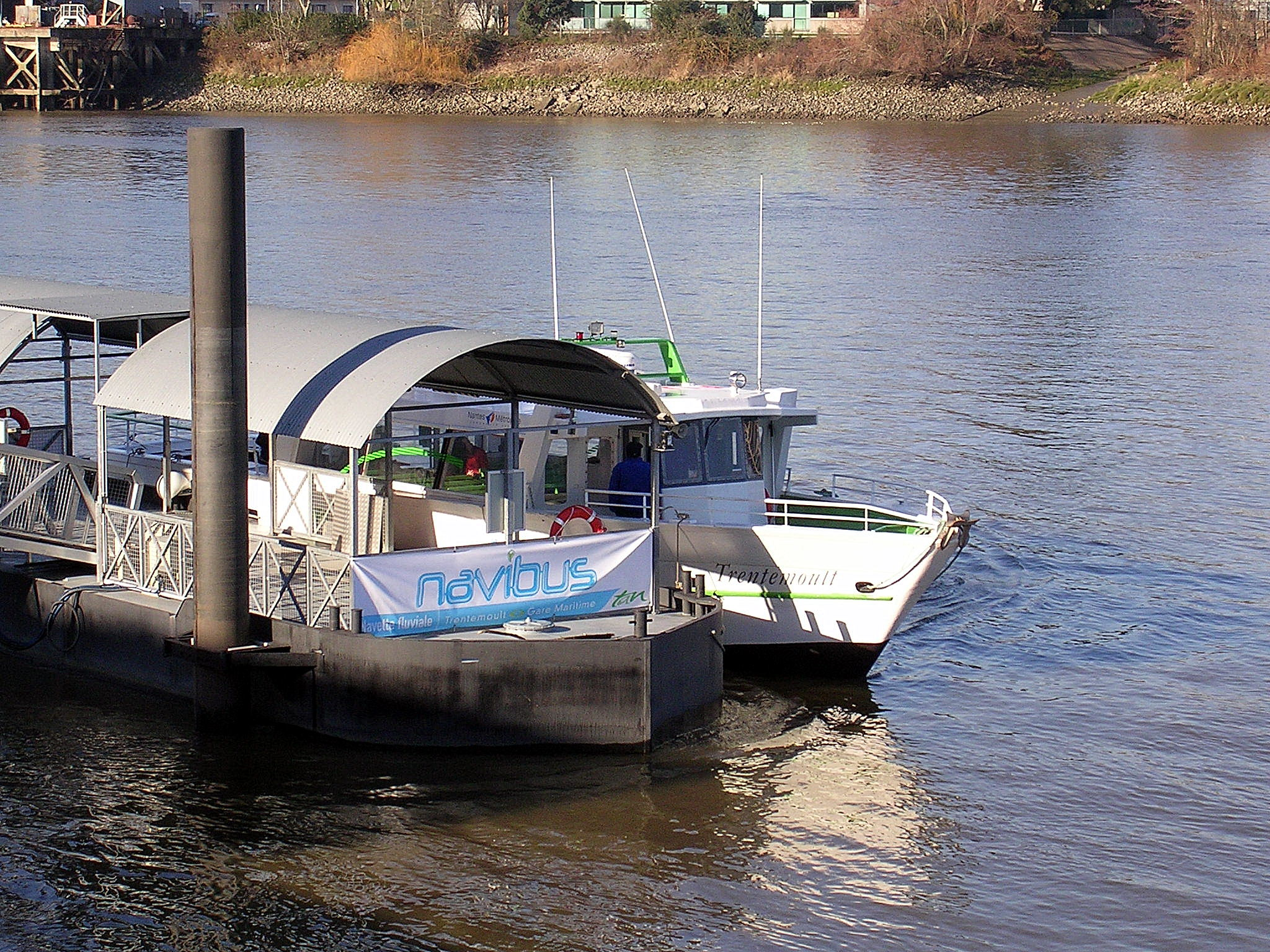
Anleger von Trentemoult des Navibus an der Loire
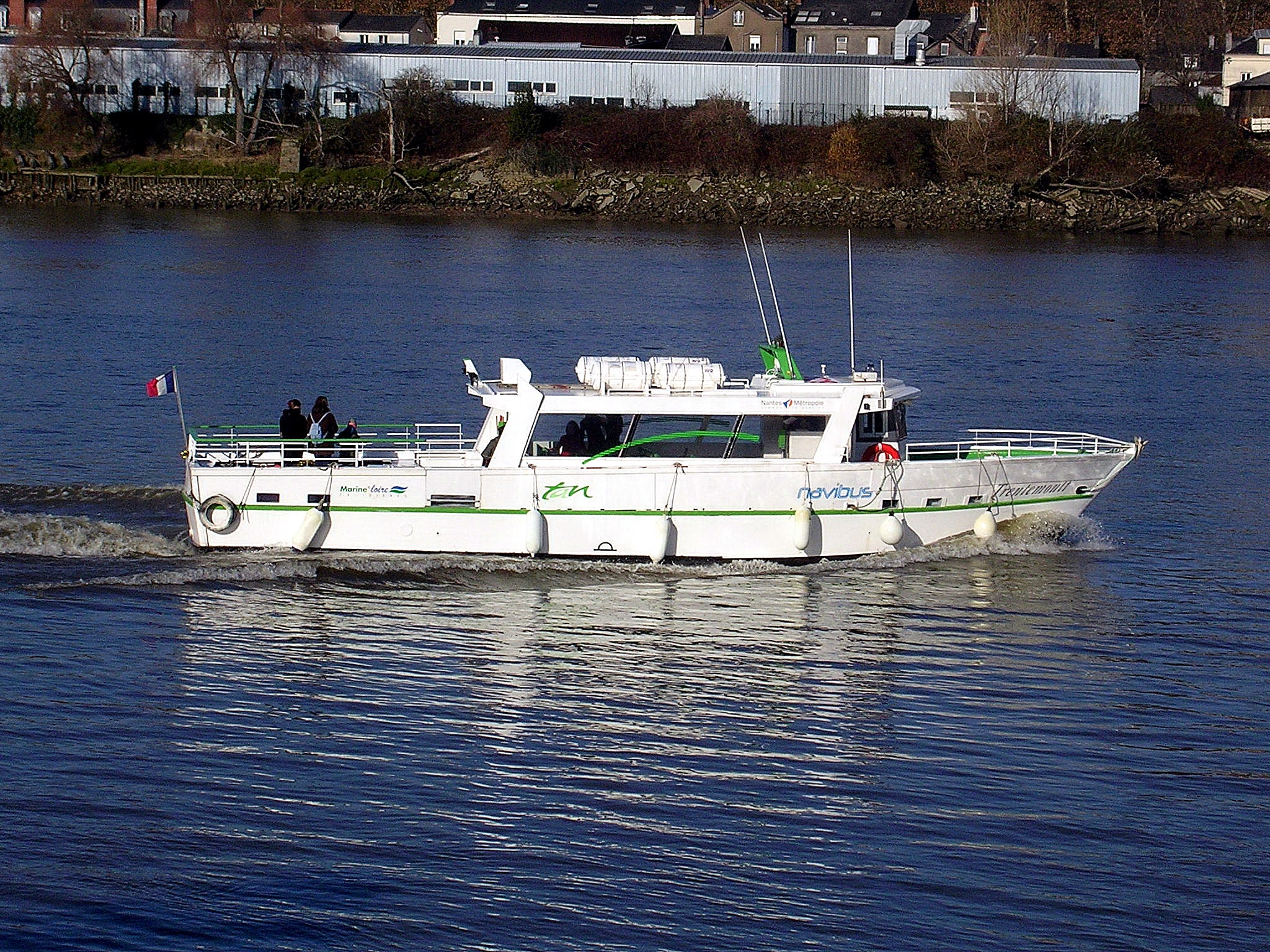
Die Roquio-Verbindung: Überquerung der Loire Trentemoult-Nantes